# Сушзавода
Сушзавода — посёлок в Устьянском районе Архангельской области. Входит в состав муниципального образования «Октябрьское».

## География
Деревня расположена в южной части Архангельской области, в таёжной зоне, в пределах северной части Русской равнины, в 5 километрах (по автомобильной дороге) на запад от посёлка Октябрьский, на левом берегу реки Соденьга, притока Устьи. Ближайшие населённые пункты: на северо-западе деревни Павлицево, на севере деревня Прокопцевская.
Часовой пояс
Сушзавода, как и вся Архангельская область, находится в часовой зоне МСК (московское время). Смещение применяемого времени относительно UTC составляет +3:00.

## Население
| 2002 | 2010 | 2012 |
| ---- | ---- | ---- |
| 31   | ↘25  | ↗29  |